# Natura 2000-område nr. 123 Bøjden Nor
Natura 2000-område nr. 123 Bøjden Nor er et EU-habitatområde (H107), der har et areal på i alt 114 hektar, hvoraf 36 ha består af Bøjden Nor og 78 ha er land. Området er specielt udpeget for at beskytte det store nor med tilstødende strandenge. I nogle af strandengenes mindre vandhuller og på omkringliggende naturtyper yngler strandtudse. Området er ligeledes en vigtig fuglelokalitet med mange ynglende og rastende ande- og vadefugle.

## Beskrivelse
Området består af lagunesøer adskilt fra havet af smalle standvolde og strandenge, der lejlighedsvis oversvømmes. Kalkoverdrev findes i mindre forekomster langs østenden af noret. Surt overdrev findes udviklet på strandvoldssystemet nord for vejen igennem noret. Kystklint har en mindre forekomst langs områdets nordligste kyststrækning.
En del af området er omfattet af naturbeskyttelseslovens § 3. Heraf udgør strandenge langt hovedparten med 27,7 ha. Engene plejes ved kreaturafgræsning.
Natura 2000-området ligger i Faaborg-Midtfyn Kommune indenfor vandplanområdet "hovedvandopland Lillebælt". Natura 2000-planen er vedtaget i 2011, hvorefter kommunalbestyrelsen og Naturstyrelsen har udarbejdet bindende handleplaner, som skal sikre gennemførelsen.
Bøjden Nor og dens omgivelser er fredet bl.a. for at sikre områdets særprægede natur, landskab og rekreative værdier. Størstedelen af
området ejes af Fugleværnsfonden, mens Faaborg-Midtfyn Kommune ejer en mindre del. En stor del af arealerne med habitatnaturtyper er
omfattet af aftaler om naturpleje. Fyns Amt har i 2005 opsat hegn omkring 21 ha til sikring af afgræsning af strandengene. Der er endvidere indgået tidsbegrænsede aftaler om omlægning af ager til natur på i alt 3 ha. Syd for landevejsdæmningen er der indgået MVJ aftaler (miljøvenlige jordbrugsforanstaltninger) om afgræsning af strandengene, og græsningstrykket vil i den kommende 5 års periode ifølge Fugleværnsfonden være i nærheden af det maksimale, som området kan bære. Faaborg-Midtfyn Kommune har i 2010 modtaget midler til gennemførelse af et LIFE-projekt for Bøjden Nor bl.a. med henblik på at omlægge 25 ha agerjord til overdrev og vådområder og dermed reducere tilførslen af næringsstoffer til noret. Der er i forbindelse med dette projekt etableret to mindre "fugleøer".

## Plan 2010-15
I området omkring Bøjden Nor er der specielt fokus på kystlagunen og de omgivende strandenge samt kalkoverdrev, som er en truet naturtype.
Det overordnede mål for området er at:
- Bøjden Nor sikres god vandkvalitet og betingelser for en artsrig flora og fauna med forekomst af flere af de karakteristiske arter.
- Habitatområdet kommer til at udgøre ét stort sammenhængende naturareal.
- Strandenge og andre lysåbne naturtyper sikres en god-høj naturtilstand og sikres mod fragmentering.
- Arealet af kalkoverdrev øges, hvis de naturgivne forhold gør det muligt.

## Tilstand 2010-2012
Tilstanden i den nordlige del af noret er ringe, mens den er dårlig i den sydlige del. Både fosfor- og kvælstofindholdet er højt med en stor algemængde domineret af blågrønalger i den sydlige del. Undervandsvegetationen bestod i 2007 af 4 arter og havde en dækningsgrad på 13 %. De forekommende arter er knyttet til svagt brakke vandområder.
Strandengene har en god eller høj naturtilstand på godt 9 ha, hvilket er en væsentlig stigning i forhold til den 1. kortlægning (2004-2005). Årsagen skal primært findes i, at strukturen er forbedret via en vedvarende ekstensiv afgræsning. Kalkoverdrevet har fortsat en moderat tilstand, bl.a. som følge af en del tilgroning med vedplanter. Arealerne med surt overdrev har en moderat tilstand på grund af et relativt lavt indhold af karakteristiske arter. Endelig har den mindre forekomst af kildevæld en god naturtilstand, primært fordi typen har en høj strukturtilstand.
Der er kun registreret forekomst af invasive arter i strandengene. Det drejer sig om rynket rose, som dog kun findes i begrænset antal.

## Tiltag
Faaborg-Midtfyn Kommune har i samarbejde med bl.a. Fugleværnsfonden og Karen Krieger Fonden gennemført et større
LIFE-projekt, som bl.a. omfatter:
- Omlægning af 25 ha landbrugsjord til vedvarende græsningsareal, hvoraf en del forventes at udvikles til kalkoverdrev.
- Sikring af drift på alle relevante arealer af de driftsafhængige habitatnaturtyper.
- Etablering af flere mindre vådområder, der modtager drænvand fra de omgivende markarealer, hvilket vil forbedre tilstanden i den store lagune.
- Etablering af ynglevandhuller til strandtudse og andre padder.

## Eksterne kilder og henvisninger
- Naturstyrelsen (2011): Natura 2000-plan 2010-2015. Bøjden Nor Arkiveret 4. marts 2016 hos  Wayback Machine Selve planen.
- Natura 2000 Bøjden Nor Arkiveret 3. september 2012 hos  Wayback Machine Relevante links til dokumenter på Naturstyrelsens hjemmeside.